# Clavis aurea
L'espressione latina Clavis aurea è una figura retorica, una metafora per indicare la migliore chiave di lettura nell'interpretazione di un testo.
L'espressione viene usata, col significato precedentemente attribuito, nel titolo di un'opera del teologo istriano luterano Mattia Flacio Illirico: Clavis Scripturae Sacrae o Clavis aurea.
L'opera viene scritta, nel 1567, per controbattere le tesi sull'esegesi biblica sostenute nel Concilio di Trento, ovvero i quattro modi di interpretazione del testo definiti dalla Scolastica: letterale, allegorico, morale e anagogico.
Flacio Illirico sostiene un processo circolare di comprensione del testo biblico, nel quale le Scritture nel loro complesso giustificano e illuminano la comprensione di un singolo passo, e, contemporaneamente, la comprensione del testo biblico nel suo insieme viene resa possibile e rafforzata dalla comprensione delle singole parti.